# Bàng Thống
Bàng Thống (chữ Hán: 龐統, 177-213), tự là Sĩ Nguyên (士元), hiệu là  Phụng Sồ là mưu sĩ của Lưu Bị thời Tam Quốc trong lịch sử Trung Quốc. Ông thường được người đời sau so sánh là tài năng ngang với Khổng Minh, người sống cùng thời với ông.

## Thời trẻ
Bàng Thống tên tự là Sĩ Nguyên, người huyện Tương Dương thuộc Nam quận, Kinh châu.
Bàng Thống có quan hệ thông gia với Gia Cát Lượng. Khi hai người còn nhỏ, chị của Gia Cát Lượng được gả cho Bàng Sơn Dân – một người anh em họ của Bàng Thống. Người đứng ra chủ hôn là danh sĩ Bàng Đức Công – chú của Bàng Thống và Bàng Sơn Dân.
Bàng Thống hơn Gia Cát Lượng 3 tuổi. Hai người đã thường xuyên qua lại, trong khi Gia Cát Lượng tỏ ra thận trọng thì Bàng Thống xốc nổi bộc trực, khá tương phản tính cách với nhau. Do Bàng Thống chậm chạp vụng về, nhiều người coi thường ông, nhưng Bàng Đức Công hiểu ông và rất coi trọng.
Nghe tiếng danh sĩ Tư Mã Huy giỏi biết người, Bàng Thống tìm đến gặp. Khi gặp nhau, Tư Mã Huy đang ở hái dâu trên cây, Bàng Thống liền ngồi dưới gốc cây trò chuyện, cứ thế hai người đàm luận từ sáng tới khuya. Tư Mã Huy nhận ra tài năng của ông, hết sức khen ngợi. Từ đó danh tiếng Bàng Thống nổi khắp nơi. Bàng Đức Công quý mến cả ông và Gia Cát Lượng, gọi ông là Phượng Sồ (phượng con), Gia Cát Lượng là Ngọa Long (rồng nằm).

## Sự nghiệp
Trong quận nghe danh tiếng Bàng Thống bèn bổ nhiệm ông làm công tào của Nam quận.
Sau trận Xích Bích (208), tướng Đông Ngô là Chu Du mang quân đánh chiếm Giang Lăng, Nam quận từ tay Tào Nhân (209), được Tôn Quyền phong làm Thái thú Nam quận. Bàng Thống vẫn giữ chức công tào.
Năm 210, Chu Du qua đời, Bàng Thống đưa linh cữu về Ngô quận. Người Đông Ngô nghe tiếng ông nên khi ông quay về Kinh châu (Nam quận), nhiều danh sĩ tề tựu ở Xương Môn đưa tiễn.
Lưu Bị đổi đất Giang Hạ, Trường Sa lấy đất Giang Lăng thuộc Nam quận của Tôn Quyền làm căn cứ. Bàng Thống được Lưu Bị cho làm Tòng sự, thử thay quyền Huyện lệnh Lỗi Dương. Trong quá trình tại nhiệm, Bàng Thống không chú trọng xử lý công việc nên bị cách chức.
Tướng kế nhiệm Chu Du bên Đông Ngô là Lỗ Túc viết thư cho Lưu Bị tiến cử Bàng Thống, nói rằng không thể dùng ông vào chức nhỏ. Gia Cát Lượng cũng nói hộ ông với Lưu Bị. Lưu Bị bèn triệu tập Bàng Thống, cùng ông trò chuyện. Sau khi đàm luận, Lưu Bị rất cảm phục ông, bèn bổ nhiệm ông làm Thị trung tòng sự, rồi ít lâu sau thăng ông lên chức Quân sư trung lang tướng, cùng cấp với Gia Cát Lượng.
Năm 211, Lưu Chương ở Ích châu bị Trương Lỗ ở Hán Trung uy hiếp, muốn mời Lưu Bị vào hỗ trợ. Thủ hạ của Lưu Chương là Trương Tùng, Pháp Chính muốn nhân đó ngầm liên kết với Lưu Bị để Lưu Bị làm chủ Tây Xuyên. Lưu Bị do dự không quyết. Bàng Thống bèn ra sức thuyết phục Lưu Bị theo kế của Pháp Chính. Cuối cùng Lưu Bị theo đề nghị của ông, để Quan Vũ, Gia Cát Lượng ở lại Kinh châu và mang theo ông cùng các tướng Hoàng Trung, Ngụy Diên vào Ích châu.
Lưu Chương ra đón tiếp Lưu Bị ở Bồi Thành. Bàng Thống khuyên ông nên bắt Lưu Chương để uy hiếp mà chiếm lấy Ích châu để khỏi tốn công sức, nhưng Lưu Bị không theo vì chưa có uy đức gì với người bản xứ.
Sau khi cung ứng lương thảo, quân trang cho Lưu Bị, Lưu Chương về Thành Đô, giao cho Lưu Bị đi chống Trương Lỗ. Lưu Bị có hơn 3 vạn quân trong tay và xe cộ đầy đủ, theo kế của Bàng Thống không đi đánh Trương Lỗ mà dừng lại ở Hà Manh gây quan hệ với dân chúng.
Qua 1 năm đến cuối năm 212, người làm nội ứng cho Lưu Bị ở Thành Đô là Trương Tùng bị lộ và bị Lưu Chương bắt giết, từ đó Lưu Chương và Lưu Bị chính thức trở mặt thành thù. Lưu Chương đình chỉ việc cung ứng lương thảo cho Lưu Bị. Bàng Thống thấy đến lúc phải hành động, bèn đưa ra 3 kế cho Lưu Bị lựa chọn:
Ngầm tuyển tinh binh, hành quân ngày đêm, tập kích vào Thành Đô. Lưu Chương không hiểu quân sự, lại không phòng bị ngài, như vậy có thể lấy Ích châu trong 1 năm, là thượng sách. Giả phao tin Kinh châu có việc để quay về và dụ hai tướng Tây Xuyên là Dương Hoài, Cao Bái đang trấn giữ Bạch Thủy đến giết đi và chiếm quân lính để đánh Thành Đô, là trung sách. Lui binh về thành Bạch Đế chờ thời cơ hành động là hạ sách.
Sau khi cân nhắc, Lưu Bị chọn trung sách, giả cách phao tin Kinh châu bị Tào Tháo uy hiếp phải lui binh về cứu. Quả nhiên Dương Hoài và Cao Bái mừng vì Lưu Bị rút quân về Kinh châu, không uy hiếp Ích châu nữa, bèn dẫn một vài tùy tùng đến tiễn Lưu Bị. Lưu Bị lập tức bắt giết Cao Bái và Dương Hoài, đoạt quân mã của hai tướng tại Bạch Thủy và tổ chức tấn công, với lý do Lưu Chương bội tín không cung ứng lương thực nữa.
Quân Kinh châu chia làm hai đường tiến đánh, nhanh chóng giành thắng lợi chiếm được Bồi Thành. Quân chủ lực của Lưu Chương phải lui về cố thủ ở thành Miên Trúc.
Năm 213, Lưu Bị huy động Trương Phi, Triệu Vân và Gia Cát Lượng từ Kinh châu mang quân vào trợ chiến, hẹn cùng hội binh đánh chiếm Thành Đô sau khi hạ thành này.
Mùa hè năm 214, các cánh quân Kinh châu đều thắng trận. Lưu Bị nghe tin Trương Phi và Gia Cát Lượng đã đánh đến phía đông và phía bắc Thành Đô, còn Triệu Vân phá được Kiện Vi, bèn cùng Bàng Thống chia đường tấn công Lạc Thành. Bàng Thống dẫn một cánh quân dụ được tướng giữ thành là Trương Nhiệm ra khỏi Lạc Thành. Trương Nhiệm kéo ra phía nam, đóng quân ở Nhạn Kiều. Lưu Bị bèn chặt đứt đường về của Trương Nhiệm, còn Bàng Thống dẫn quân quay lại đánh Trương Nhiệm ở Nhạn Kiều. Ông bị trúng tên và tử trận. Khi đó ông mới 36 tuổi.
Lưu Bị đánh bại và bắt sống Trương Nhiệm. Vì Trương Nhiệm không hàng nên Lưu Bị sai mang chém.
Sau khi chiếm được Ích châu, Lưu Bị nhớ tới công lao của Bàng Thống và khi nhắc tới ông thường khóc. Lưu Bị truy tặng ông làm Quan nội hầu, đặt tên thụy là Tĩnh hầu, bổ nhiệm cha ông làm Nghị lang rồi thăng lên chức Gián nghị đại phu.

## Trong Tam Quốc diễn nghĩa
Bàng Thống được La Quán Trung miêu tả trong Tam quốc diễn nghĩa là "người mày rậm, mũi gồ, mặt đen, râu ngắn, hình dung xấu xí". Tư Mã Huy (Thủy Kính tiên sinh) nhận xét về Bàng Thống như sau: "Nếu được một trong hai người Ngọa Long (tức Khổng Minh) hoặc Phụng Sồ (tức Bàng Thống) thì có thể định hưng được thiên hạ".
Lúc đầu, Bàng Thống ở Giang Nam theo Tôn Quyền. Trong trận Xích Bích ông hiến kế cho Tào Tháo dùng xích sắt ghép các thuyền lại thành một cụm để tránh cho quân sĩ say sóng nhưng thực chất là khiến thuyền không tản ra được khi bị hỏa công. Nhờ Bàng Thống mà khi Chu Du sử dụng hỏa công, thuyền của Tào Tháo tập trung lại thành một cụm nên không chạy thoát được, cháy rụi hết.
Sau khi Chu Du mất, Lỗ Túc tiến cử Bàng Thống cho Tôn Quyền nhưng Bàng Thống không được Tôn Quyền trọng dụng nên đến Kinh Châu theo Lưu Bị.
Lưu Bị nghe tin Bàng Thống tới đầu quân thì hết sức vui mừng, nhưng thấy ông mặt mũi xấu xí thì thay đổi thái độ, chỉ cho ông làm Huyện lệnh Lỗi Dương. Bàng Thống ở đây khoảng 100 ngày, từ sáng tới tối chỉ uống rượu, bỏ bê công việc. Lưu Bị nhận đơn tố cáo thì rất tức giận, lệnh Trương Phi và Tôn Càn đến kiểm tra. Trương Phi hậm hực chất vấn ông tại sao tham rượu bỏ việc thì ông bật cười, lệnh cho nha lại đem hết công văn trong 100 ngày để cho ông phê duyệt. Chỉ nửa ngày, Bàng Thống đã xử lý hết toàn bộ, Trương Phi liền tạ lỗi và hứa sẽ hết sức tiến cử. Lúc này, Bàng Thống đưa bức thư giới thiệu của Lỗ Túc và Khổng Minh cho mọi người xem. Lưu Bị hối hận vì bạc đãi hiền sĩ, đích thân tới huyện tạ lỗi và mời Bàng Thống về Kinh Châu, phong làm Phó Quân sư Trung lang tướng.
Bàng Thống với vai trò là quân sư cùng Lưu Bị dẫn 5 vạn quân vào Tây Xuyên. Bàng Thống cùng Pháp Chính bàn mưu cho Lưu Bị nhân dịp giết Lưu Chương trong buổi tiệc rồi chiếm lấy Tây Xuyên nhưng Lưu Bị cho đó là hành động bất nhân nên không làm. Bàng Thống bảo Ngụy Diên trong tiệc đứng dậy múa kiếm rồi đâm chết Lưu Chương, nhưng bị Lưu Bị ngăn cản.
Khi Lưu Bị và Lưu Chương chính thức trở mặt đánh nhau, Bàng Thống bày kế cho Lưu Bị giết Cao Bái và Dương Hoài, hai tướng của Lưu Chương, đoạt ải Phù Quan, tiến đánh Lạc Thành.
Đến lúc hành quân, con ngựa của Thống quáng mắt, sa chân, hất ông ngã xuống ngựa. Bàng Thống liền xin đổi ngựa với Lưu Bị, mục đích để quân mai phục Trương Nhiệm (tướng Tây Thục) của Lưu Chương ở gò Lạc Phượng tưởng nhầm Bàng Thống là Lưu Bị và giết chết ông bằng mưa tên. Tất cả đều là mưu kế của Bàng Thống mục đích lấy lí do chính đáng để Lưu Bị tiến đánh Tây Xuyên. Sau khi biết tin Bàng Thống tử trận và đem huyết thư tỏ rõ toàn bộ mưu kế của ông, Lưu Bị đã thốt lên rằng: "Toàn bộ binh lính nghe lệnh, Lưu Chương bội tín phục kích giết chết quân sư của ta, toàn quân tiến đánh Tây Xuyên trả thù cho quân sư."
Sau khi ông mất, Gia Cát Lượng mới được huy động vào Ích châu, dùng kế bắt Trương Nhiệm trả thù cho ông. Trên thực tế cánh quân Gia Cát Lượng và Trương Phi đã cùng phối hợp với Lưu Bị và Bàng Thống tại Ích châu từ hơn nửa năm trước khi ông mất. Lưu Bị và Bàng Thống cầm quân tác chiến độc lập, đánh bại bắt Trương Nhiệm ở Lạc Thành, Bàng Thống vì rủi bị tên bắn phải giữa trận tiền mà qua đời.